# Toni Da Re
Gianantonio (Toni) Da Re (ur. 6 września 1953 w m. Cappella Maggiore) – włoski polityk, przedsiębiorca i działacz samorządowy, poseł do Parlamentu Europejskiego IX kadencji.

## Życiorys
Ukończył szkołę średnią zawodową drugiego stopnia (istituto professionale). Pod koniec lat 70. zaczął prowadzić własną działalność gospodarczą jako właściciel stacji paliw i myjni samochodowej. Działacz Ligi Północnej oraz współtworzącej ją regionalnej partii Liga Veneta, której sekretarzem został w 2016. W latach 1997–2004 był radnym swojej rodzinnej miejscowości. Od 2004 do 2009 był radnym Vittorio Veneto, w latach 2009–2013 pełnił tam funkcję burmistrza. W latach 2005–2009 zasiadał w radzie regionu Wenecja Euganejska.
W wyborach w 2019 uzyskał mandat deputowanego do Parlamentu Europejskiego IX kadencji.